# Дендрохронология (списание)
Дендрохронология (на английски: Dendrochronologia) е международно академично списание, което обобщава резултатите от висококачествени изследвания, свързани с растежа на годишните пръстени в дървесината, т.е. дървета и храсти, както и проблемите на тяхното приложение в практиката (дендрохронология). Основано е през 1983 г. То се публикува от ниделандското издателство Elsevier. Главен редактор на списанието е Паоло Черубини.
Отчасти списанието обхваща научните области:
- Археология
- Ботаника
- Климатология
- Екология
- Горско стопанство
- Геология
- Хидрология